# Vanadium(III)oxide
Vanadium(III)oxide is een anorganische verbinding met vanadium, met als brutoformule V2O3. Het is een zwart poeder, dat onoplosbaar is in water.
Vanadium(III)oxide wordt bereid door een redoxreactie van vanadium(V)oxide en koolstofmonoxide. In aanraking met lucht verandert het zwarte poeder tot indigo-blauwe kristallen. De stof wordt gebruikt als katalysator bij het maken van ethanol uit etheen.